# Frank J. Selke Trophy

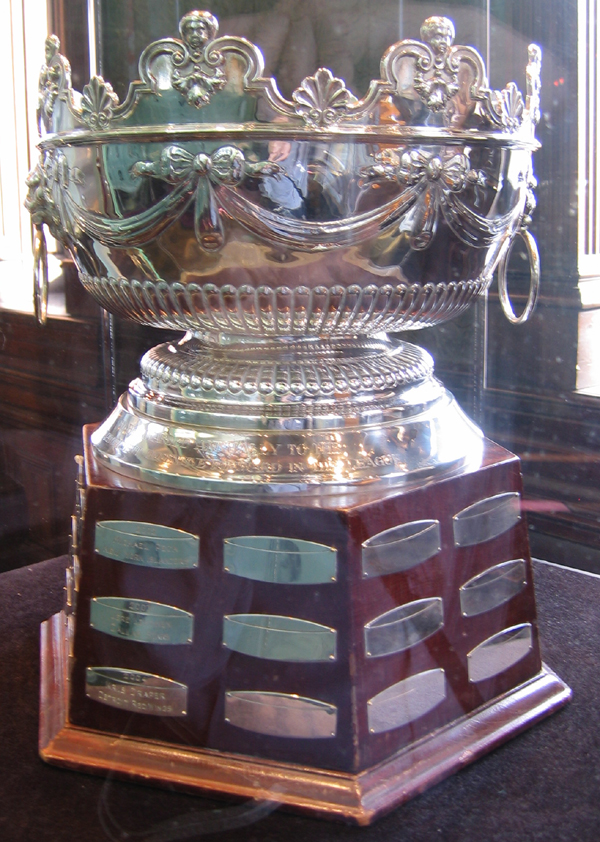
Trofeum Frank J. Selke Trophy

Frank J. Selke Trophy – nagroda NHL przyznawana każdego sezonu (od 1978 roku) zawodnikowi z linii ataku, który wyróżniał się w grze w obronie w sezonie zasadniczym. Wyboru dokonują członkowie Stowarzyszenia Zawodowych Dziennikarzy Hokejowych. Nagroda została nazwana od Franka J. Selkego, który był managerem Toronto Maple Leafs i Montreal Canadiens. 
Trofeum przyznano dotychczas 45 razy i trafiło do 27 zawodników. Najczęściej, bo aż 6-krotnie, nagradzany był Patrice Bergeron, występujący w barwach Boston Bruins.

## Lista nagrodzonych
- 2024 – Alexander Barkov, Florida Panthers
- 2023 – Patrice Bergeron, Boston Bruins
- 2022 – Patrice Bergeron, Boston Bruins
- 2021 – Alexander Barkov, Florida Panthers
- 2020 – Sean Couturier, Philadelphia Flyers
- 2019 – Ryan O'Reilly, St. Louis Blues
- 2018 – Anže Kopitar, Los Angeles Kings
- 2017 – Patrice Bergeron, Boston Bruins
- 2016 – Anže Kopitar, Los Angeles Kings
- 2015 – Patrice Bergeron, Boston Bruins
- 2014 – Patrice Bergeron, Boston Bruins
- 2013 – Jonathan Toews, Chicago Blackhawks
- 2012 – Patrice Bergeron, Boston Bruins
- 2011 – Ryan Kesler, Vancouver Canucks
- 2010 – Pawieł Daciuk, Detroit Red Wings
- 2009 – Pawieł Daciuk, Detroit Red Wings
- 2008 – Pawieł Daciuk, Detroit Red Wings
- 2007 – Rod Brind’Amour, Carolina Hurricanes
- 2006 – Rod Brind’Amour, Carolina Hurricanes
- 2005 – nie przyznano z powodu lockoutu
- 2004 – Kris Draper, Detroit Red Wings
- 2003 – Jere Lehtinen, Dallas Stars
- 2002 – Michael Peca, New York Islanders
- 2001 – John Madden, New Jersey Devils
- 2000 – Steve Yzerman, Detroit Red Wings
- 1999 – Jere Lehtinen, Dallas Stars
- 1998 – Jere Lehtinen, Dallas Stars
- 1997 – Michael Peca, Buffalo Sabres
- 1996 – Siergiej Fiodorow, Detroit Red Wings
- 1995 – Ron Francis, Pittsburgh Penguins
- 1994 – Siergiej Fiodorow, Detroit Red Wings
- 1993 – Doug Gilmour, Toronto Maple Leafs
- 1992 – Guy Carbonneau, Montreal Canadiens
- 1991 – Dirk Graham, Chicago Blackhawks
- 1990 – Rick Meagher, St. Louis Blues
- 1989 – Guy Carbonneau, Montreal Canadiens
- 1988 – Guy Carbonneau, Montreal Canadiens
- 1987 – Dave Poulin, Philadelphia Flyers
- 1986 – Troy Murray, Chicago Black Hawks
- 1985 – Craig Ramsay, Buffalo Sabres
- 1984 – Doug Jarvis, Washington Capitals
- 1983 – Bobby Clarke, Philadelphia Flyers
- 1982 – Steve Kasper, Boston Bruins
- 1981 – Bob Gainey, Montreal Canadiens
- 1980 – Bob Gainey, Montreal Canadiens
- 1979 – Bob Gainey, Montreal Canadiens
- 1978 – Bob Gainey, Montreal Canadiens